# Habitat Sky
Habitat Sky – wieżowiec w Barcelonie w Hiszpanii. Budynek ma 116 metrów. Jego budowa zaczęła się w 2004 roku a skończyła się w 2008 roku. Habitat Sky pełni funkcje hotelu i ma 31 pięter. Jest zbudowany głównie z szkła i granitu. Hotel posiada cztery pokoje dla osób niepełnosprawnych.